# Springfield Sonnet
Springfield Sonnet – utwór instrumentalny na orkiestrę symfoniczną, skomponowany przez Wojciecha Kilara w 1965.
Jest to ostatni utwór z serii czterech kompozycji sonorystycznych Kilara, powstałych w pierwszej połowie lat 60; pozostałe utwory z tej serii to Riff 62 (1962), Générique (1963) i Diphthongos (1963).

## Premiera
Światowe prawykonanie utworu odbyło się 6 września 1965 w Sztokholmie, w wykonaniu Orkiestry Symfoniczna Filharmonii Narodowej w Warszawie, pod dyrekcją Witolda Rowickiego.
Polskie prawykonanie miało miejsce 21 września 1965, podczas Międzynarodowego Festiwalu Muzyki Współczesnej „Warszawska Jesień”, w tym samym wykonaniu co światowa prapremiera.

## Dedykacja
Kilar zadedykował to dzieło prezydentowi Stanów Zjednoczonych Abrahamowi Lincolnowi, w 100. rocznicę jego tragicznej śmierci. Tytuł utworu nawiązuje do faktu, że Lincoln spędził 17 lat swego życia w Springfield, w stanie Illinois.
Jako motto, kompozytor zamieścił w partyturze ostatnią strofę wiersza Walta Whitmana Hush'd Be the Camps To-Day, napisanego krótko po zamachu na Lincolna i jemu dedykowanego. Motto to nasuwało także skojarzenie z innym zamachem – na prezydenta Johna Kennedy’ego, dwa lata wcześniej.

## Charakterystyka utworu
Springfield Sonnet zbudowany jest z sześciu odcinków: Introduzione, Soggetto, Variante I, Variante II, Variante III i Punto. Całość różni się istotnie od poprzednich utworów z tej serii. Środki sonorystyczne zostały tu częściowo złagodzone na rzecz zwiększonej roli instrumentów melodycznych. Mimo że kompozytor nadal posługuje się sprawdzoną wcześniej specjalną artykulacją (tremolando, glissando, arpeggio, tryl, frullato itd.), agresywne brzmienia zastąpiły dźwięki bardziej przyjazne dla ucha. Równocześnie Kilar łączy tu sonotyzm z elementami techniki dodekafonicznej, tworząc jak w Riffie 62 serię identyczną pod względem rozmiaru interwałów pomiędzy kolejnymi dźwiękami.

## Instrumentarium
Pierwszoplanową rolę pełnią instrumenty dęte drewniane (flet piccolo, rożek angielski, mały klarnet i saksofon altowy) i blaszane (waltornia, 2 trąbki i 2 puzony). W grupie instrumentów perkusyjnych są metalofony (wibrafon, dzwony, dzwonki, 4 talerze, 2 gongi) i membranofony (kotły, bongosy, tom-tomy) oraz – jako uzupełnienie perkusji – fortepian, czelesta i harfa. Całość dopełnia sekcja instrumentów smyczkowych.